# Athysanella attenuata
Athysanella attenuata är en insektsart som beskrevs av Baker 1898. Athysanella attenuata ingår i släktet Athysanella och familjen dvärgstritar. Inga underarter finns listade i Catalogue of Life.